# هنری اوتوی ترور
هنری اوتوی ترور (انگلیسی: Henry Trevor, 21st Baron Dacre; ۲۷ ژوئیهٔ ۱۷۷۷ – ۲ ژوئن ۱۸۵۳) پرسنل نظامی اهل پادشاهی بریتانیای کبیر بود.